# Мохамед Кано
Мохамед Ибрахим Абдула Кано (на арабски: محمد إبراهيم عبد الله كنو) е саудитски футболист, играещ като полузащитник за английския Шефилд Юнайтед и националния отбор на Саудитска Арабия. Участник в Купата на Азия 2023 където бележи първия гол срещу Киргизстан при победата с 2:0). 

## Успехи
Ал-Итифак (Дамам)
- Първа дивизия на Саудитска Арабия
  -  Шампион (1): 2015/16

 Ал-Хилал (Рияд)
- Професионална лига на Саудитска Арабия
  -  Шампион (4): 2017/18, 2019/20, 2020/21, 2021/22
- Купа на Краля на Саудитска Арабия
  -  Носител (2): 2019/20, 2022/23
- Суперкупа на Саудитска Арабия
  -  Носител (2): 2018, 2021
- Шампионска лига на Азия
  -  Шампион (2): 2019[4], 2021

Индивидуални
- В идеалният отбор на Купата на Азия: 2023[5]